# Montautour
Montautour är en kommun i departementet Ille-et-Vilaine i regionen Bretagne i nordvästra Frankrike. Kommunen ligger i kantonen Vitré-Est som tillhör arrondissementet Fougères-Vitré. År 2022 hade Montautour 268 invånare.

## Befolkningsutveckling
Antalet invånare i kommunen Montautour
Referens:INSEE